# Aeroportul Gratiot Community
Aeroportul Gratiot Community (IATA: AMN, ICAO: KAMN, FAA LID: AMN) este un aeroport din Michigan, Statele Unite ale Americii ce deservește zona Alma⁠(d).
Situat la o altitudine de 230 m, aeroportul dispune de 2 piste.

## Infrastructură

### Piste
Aeroportul dispune de 2 piste. Pista 09/27 are suprafața de asfalt și dimensiunile 5.004 picioare × 75 picioare. Pista 18/36 are suprafața de asfalt și dimensiunile 3.197 picioare × 75 picioare. 